# 李存義 (明朝)
李存義（1324年—1390年），字秉忠，濠州定遠縣人，元末明初政治人物。
明朝開國功臣韓國公李善長之弟。李存義曾於吳王朱元璋麾下屢建奇功，後任太僕寺丞，與時任中書右丞的同鄉好友胡惟庸交結甚歡，其長子李佑為胡惟庸兄長的女婿，後來胡惟庸因謀反通倭一事遭朱元璋下令夷族。洪武十八年（1385年），朱元璋懷疑李善長一族與胡惟庸交攀甚密，視其為胡惟庸同黨，故以連坐法，雖得免死，但被囚禁於崇明，並在洪武二十三年（1390年）隨李善長一族被誅殺。後來朱元璋第四子燕王朱棣發兵奪位，即稱太宗，隨即替李善長一族平反。